# Zymosan
Zymosan ist ein Homoglykan aus wiederholenden Glucose-Einheiten mit einer β-1,3-glykosidischen Bindung. Zymosan aktiviert den TLR-2 und den alternativen Weg des Komplementsystems im Zuge einer angeborenen Immunantwort. Durch die Aktivierung des TLR-2 und des alternativen Wegs wirkt Zymosan als Pyrogen und als mikrobielles Toxin, z. B. bei einer Sepsis oder einer Toxinose. In Folge werden in Makrophagen proinflammatorische Zytokine produziert, Arachidonsäure freigesetzt, Proteine phosphoryliert und Inositoltrisphosphat gebildet.
Zymosan kommt in Hefen in der Zellwand mit Proteinen komplexiert vor. Zymosan wird, ähnlich wie bakterielles Endotoxin, verstärkt bei einem Zelltod und -Abbau von Hefezellen freigesetzt.
Mit Zymosan kann eine Entzündung ohne Pathogene zur Untersuchung einer Immunpathogenese induziert werden, ähnlich wie sie z. B. bei schweren Infektionen, Autoimmunerkrankungen oder bei einer Sepsis vorkommt.